# Укачин, Расул Борисович
Расул Борисович Укачин (род. 4 сентября 1960) — актёр театра и кино.

## Биография
Расул Укачин родился 4 сентября 1960 года. Выпускник театрального училища им. Б. В. Щукина (1982 — художественный руководитель Л. В. Ставская). Учился на курсе вместе с Евгением Дворжецким, Андреем Житинкиным, Евгением Князевым, Ириной Малышевой, Ларисой Моравской, Марией Оссовской, Александром Шавриным, Владимиром Сажиным, Еленой Сотниковой, Олегом Щербининым, Андреем Раппопортом, Игорем Степановым и др.
В 1980 году, будучи студентом 2-го курса, приглашен сниматься на киностудию «Мосфильм» в кинокартину режиссёра Аркадия Кордона «Великий самоед» (1981) на главную роль молодого Тыко Вылки. В 1981 году фильм удостоен главного приза на XI Фестивале молодых кинематографистов в Москве, а в 1983 году — одного из главных призов на Международном Кинофестивале в г. Манила (Филиппины).
В 1989 году Укачин снимался у киргизского режиссёра, народного артиста Кыргызстана Кадыржана Кадыралиева в главной роли (юноша Сакы) в телевизионном художественном фильме «Долина предков» (Кыргызфильм, 1989). В 1989 г. на Международном Фестивале телевизионных фильмов в Париже фильм удостоен главного приза.
С 1982 года — артист Горно-Алтайского Республиканского драматического театра им. П. Кучияка, где исполнил более 80-ти ролей разнопланового характера.
Основные роли:
- «Жених и невеста» (М. Байджиев) — Жених;
- «Западня» (Э. Володарский) — Петр;
- «В ночь лунного затмения» (М. Карим) — Акъегет;
- «Две стрелы» (А. Володин) — Долгоносик;
- «До смерти ещё далеко» (Б. Укачин) — Майну;
- «Самозванец» (Л. Корсунский) — Дима Корешков;
- «Козуйке и Баян» (А. Юданов) — Кара-Каан;
- «Прошлым летом в Чулимске» (А. Вампилов) — Пашка;
- «Материнское поле» (Ч. Айтматов) — Суванкул;
- «Коварство и любовь» (Ф. Шиллер) — Фердинанд;
- «Двенадцатая ночь» (У. Шекспир) — Мальволио;
- «Плутни Скапена» (Ж. Б. Мольер) — Октав;
- «Прощай, Гульсары!» (Ч. Айтматов) — Алтыке

С 1990 года является членом Союза театральных деятелей Российской Федерации.
С 1998 года — Генеральный директор Московского представительства Эколого-экономического региона «Алтай» ООО «ДЖЕРО».
В 2006 году баллотировался в депутаты Государственного Собрания — Эл-Курултай Республики Алтай.
В настоящее время проживает в г. Горно-Алтайске Республики Алтай.

## Семья
- Отец — Борис Укачинович Укачин (1936—2003), классик алтайской литературы;
- Мать — Клавдия Эргековна Укачина, 1939 года рождения (заслуженный работник науки Республики Алтай, кандидат филологических наук, автор более 100 научных статей и сборников).